# Halex
Halex (en llatí Halex o Alex, en grec antic Ἅληξ) és el nom d'un rierol que segons Estrabó marcava el límit entre els territoris de Locri i Rhegium.
A la seva riba els locris tenien un fortí que van ocupar els atenencs dirigits per Laques a la Guerra del Peloponès, explica Tucídides. Estrabó explica que aquest riu tenia una particularitat, a una de les ribes cantaven les cigales i a l'altra estaven en silenci, i diu que segons Timeu de Tauromènion el fet tenia una explicació mítica. Diodor de Sicília diu que a totes dues bandes del riu les cigales estaven en silenci.
Avui dia es diu Alice i desaigua a uns 12 km a l'est del Capo dell' Armi, (antic cap de Leucopetra), i 20 km a l'oest de Capo Spartivento.